# Титовское (Рыбинский район)
Тито́вское — деревня Шашковского сельского округа в Назаровском сельском поселении Рыбинского района Ярославской области.
Деревня расположена на правом высоком берегу небольшого безымянного ручья, левого притока Колокши. На юго-восток от деревни за эти ручьем относительно крупная деревня Новый Посёлок. Примерно в 2 км к западу, за рекой Колокша — деревня Фёдоровское. Проселочная дорога на юг от Титовского, пересекая этот ручей вброд, примерно через 500 м выходит к Федюшино и далее к автомобильной дороге Рыбинск-Тутаев (по левому берегу Волги). Та же просёлочная дорога в северном направлении выходит на отдаленные, ныне не существующие деревни левого берега Колокши Гундериху и Бовыкино.
Деревня Титовская, села Кундериха и Бавыкино указаны на плане Генерального межевания Романовского уезда 1790 года, протекающий у деревни ручей на этом плане назван речка Кабашка. После объединения уездов в 1822 году Титовское относилось к Романово-Борисоглебскому уезду.
На 1 января 2007 года в деревне числилось 2 постоянных жителя. Деревня обслуживается почтовым отделением Ераково.